# Sveti Peter, Piran
Sveti Peter este o localitate din comuna Piran, Slovenia, cu o populație de 329 de locuitori.